# Цзяньань (девиз правления)
Цзяньань (кит. трад. 建安, пиньинь Jiàn’ān, 196 — февраль 220) — девиз пятого периода правления ханьского императора Сянь-ди.
Название эры часто ассоциируется со стилем китайской поэзии этого периода, основанного в кругу Цао Цао и продолженного его сыновьями императором Цао Пэйем и Цао Чжи.
В 25 году Император провозгласил начало нового периода под девизом Янькан, однако Лю Бэй продолжал использовать старый, как девиз правления собственной династии Шу до 221 года, провозгласив девиз Чжанъу и собственную эру правления.